# شهرستان نیکوله-یاماسکا
شهرستان نیکوله-یاماسکا (به انگلیسی: Nicolet-Yamaska Regional County Municipality) یک منطقهٔ مسکونی در کانادا است که در سانتر-دو-کبک واقع شده‌است. شهرستان نیکوله-یاماسکا ۱٬۱۸۲٫۲۰ کیلومتر مربع مساحت و ۲۲٬۷۹۸ نفر جمعیت دارد.